# EUVE
EUVE (ang. Extreme Ultraviolet Explorer) – amerykański satelita badawczy wyniesiony na orbitę okołoziemską 7 czerwca 1992 roku w ramach programu Explorer. Przeznaczony został do obserwacji świecenia sfery niebieskiej oraz pojedynczych obiektów kosmicznych w skrajnym ultrafiolecie (70–760 Å). Wyniesiony na orbitę z Przylądka Canaveral przez rakietę Delta II.
W pierwszej fazie misji, od 24 lipca 1992 do 21 stycznia 1993, EUVE wykonał przegląd 97% nieba, podczas którego wykryto 734 obiekty. Następnie prowadzono dokładniejsze obserwacje wybranych obiektów.
Misja była dwukrotnie przedłużana. W 2000 roku NASA zdecydowała o zakończeniu misji ze względu na koszty i malejącą wartość naukową obserwacji tego satelity.
EUVE zakończył działalność 31 stycznia 2001, a rok później wszedł w atmosferę ziemską nad środkowym Egiptem i spłonął.